# DIAMETER
DIAMETER és un protocol de xarxa per l'autenticació dels usuaris que es connecten remotament a Internet a través de la connexió per línia commutada o RTC. També proveeix de serveis d'autorització i auditoria per a aplicacions com ara accés de xarxa o mobilitat IP. El concepte bàsic del protocol DIAMETER, el desenvolupament del qual s'ha basat en el protocol RADIUS, és proporcionar un protocol base que pugui ser estès per proporcionar serveis d'autenticació, autorització i auditoria (denominats pels experts per les seves sigles AAA) a noves tecnologies d'accés. DIAMETER està dissenyat per treballar tant d'una manera local com en un estat d'alerta, sondeig i captura, que en anglès s'anomena roaming d'AAA, cosa que li permet oferir serveis molt mòbils, dinàmics, flexibles i versàtils.

## Millora respecte RADIUS
El nom DIAMETER és un joc de paraules a partir del protocol RADIUS, el seu predecessor (un diàmetre és el doble del radi). DIAMETER no és directament compatible amb RADIUS, però proporciona un mètode d'actualització des d'aquest. Les principals diferències són:
- Utilitza protocols de transports fiables (TCP o SCTP, no UDP).
- Utilitza seguretat a nivell de transport (IPSEC o TLS).
- Té compatibilitat transitiva amb RADIUS.
- Té un espai d'adreces major per AVPs (Attribute Value Pairs, parells atribut-valor) i identificadors (32 bits en lloc de 8).
- És un protocol peer-to-peer en lloc de client-servidor: admet missatges iniciats pel servidor.
- Es poden usar models amb estat i sense.
- Té descobriment dinàmic de peers (usant DNS SRV i NAPTR).
- Té negociació de capacitats.
- Admet ACKs en el nivell d'aplicació, definint mètodes de fallada i màquines d'estat (RFC 3539).
- Té notificació d'errors.
- Té millor compatibilitat amb roaming.
- És més fàcil d'estendre, es poden definir nous comandaments i atributs.
- Inclou una implementació bàsica de sessions i control d'usuaris.